# Bennett Cerf
Pour les articles homonymes, voir Cerf (homonymie).
Bennett Alfred Cerf, né le 25 mai 1898 à Manhattan (New York) et mort le 27 août 1971 à Mount Kisco (État de New York), est un éditeur américain, l'un des fondateurs de la maison d'édition américaine Random House.    
Il est également connu pour ses propres compilations de blagues et de jeux de mots, pour ses apparitions personnelles lors de conférences à travers les États-Unis et pour ses apparitions à la télévision dans l'émission de divertissement hebdomadaire What's My Line?.

## Biographie
Né à Manhattan, Bennett Cerf est d'origine alsacienne par son père Gustave, qui était lithographe. Sa mère, Frederika Wise, avait hérité d'une grande fortune, issue du négoce de tabac.
En 1920, il sort diplômé de la Columbia University Graduate School of Journalism, puis travaille un temps pour le New York Herald Tribune tout en étant courtier à Wall Street. En 1923, il rentre au conseil d'administration de la maison d'édition Boni & Liveright (B&L), et en devient le vice-président. En 1925, il s'associe à Donald S. Klopfer (1902-1986) pour racheter la marque de collection The Modern Library, publiée par B&L. Durant deux ans, il développe sensiblement leur maison, et Modern Library prend un nouvel essor. Ils fondent une collection appelée Random House, qui devient en 1927 une société à part entière.  Il confie la direction artistique à Rockwell Kent, un ancien camarade étudiant.
Cerf et Klopfer affrontent durant les années 1930 la justice américaine en voulant publier la première édition d’Ulysse de James Joyce autorisée, dix ans après sa première édition à Paris par Sylvia Beach. Le procès United States v. One Book Called Ulysses (en) ouvert en 1933, confirme en appel l'année suivante l'autorisation de publication sur le sol américain de l'ouvrage, désormais estimé par les juges comme non-pornographique ; en conséquence, Ulysse commence sa carrière dans les librairies américaine dans la foulée.
Par ailleurs, Cerf fut l'éditeur entre autres de William Faulkner, John O'Hara, Eugene O'Neill, James Michener, Truman Capote, Theodor Seuss Geisel, et Ayn Rand.
En 1944, il publie Try and Stop Me, un recueil de blagues illustré par Carl Rose qui connaît un vif succès. 
En 1946, il est élu juré de Peabody Awards. À partir de 1951, il est régulièrement invité dans des émissions télévisuelles.
En 1961, il fonde la Famous Writers School, une école destinée à former par correspondance des personnes désireuses d'écrire des ouvrages. En 1970, Jessica Mitford, dans un article polémique publié par The Atlantic, dénonce les pratiques de cette école qu'elle estime bassement commerciales et trompeuses.

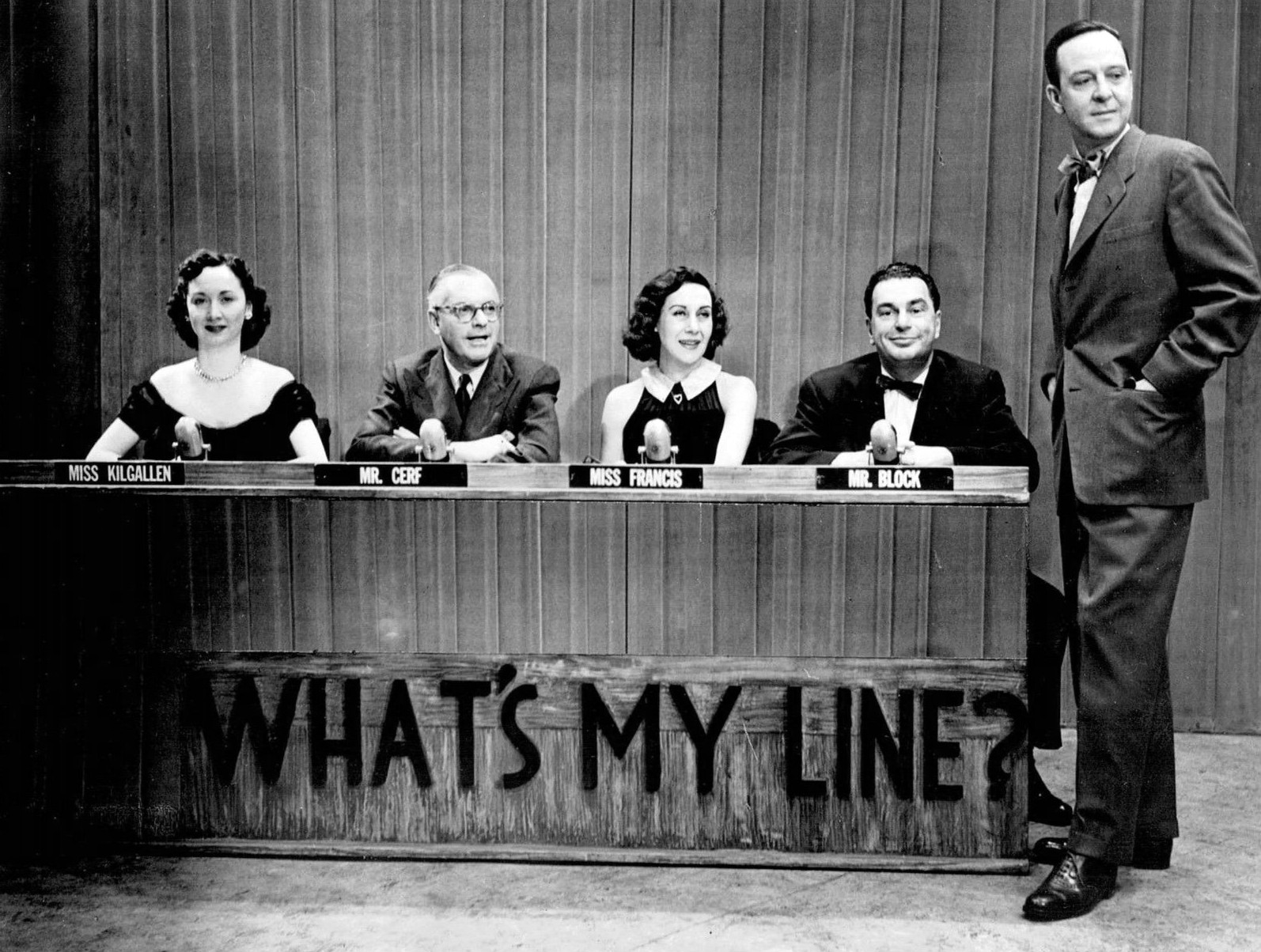
De gauche à droite : Dorothy Kilgallen, Bennett Cerf, Arlene Francis, Hal Block et l'animateur John Daly dans l'émission télévisée What's My Line?

## Vie privée
Bennett Cerf épouse l'actrice Sylvia Sidney le 1er octobre 1935 dont il divorce six mois plus tard, le 9 avril 1936. Il épouse ensuite, le 17 septembre 1940, l'actrice hollywoodienne Phyllis Fraser, une cousine de Ginger Rogers. Ils ont deux fils, Christopher et Jonathan. 
Au début des années 1950, tout en maintenant une résidence à Manhattan, le couple Cerf achète une propriété à Mount Kisco, dans l'État de New York, et qui devient leur maison de campagne pour le restant de leurs jours. 
Cerf Lane, une rue de Mount Kisco, qui part de l'avenue Croton, porte son nom.

## Mort
Bennett Cerf meurt de causes naturelles à Mount Kisco, New York, le 27 août 1971, à l'âge de 73 ans. 

## Héritage
Random House a publié son autobiographie, At Random: The Reminiscences of Bennett Cerf, en 1977. 